# Grimes Ridge
Grimes Ridge är en bergstopp i Antarktis. Den ligger i Västantarktis. Inget land gör anspråk på området. Toppen på Grimes Ridge är 425 meter över havet.
Terrängen runt Grimes Ridge är kuperad.  Trakten är obefolkad. Det finns inga samhällen i närheten.